# タキシード・パーク
タキシード・パーク（英語:Tuxedo Park）は、アメリカ合衆国ニューヨーク州にある村。オレンジ郡（Orange County）に位置する。2000年の国勢調査では人口731人。

## 歴史
ラマポ山脈にある、ウィリアム・アレクサンダーの指揮を受けた会社が、近隣を取得。スターリング湖近くのラマポ川に鉱山を開いた。ピエールロリラード ２世は1790年に同社から土地保有権を取得。
現在の村は、1885年にピエール・ロリラード4世が独自に狩猟漁業保護区として開発した村で、当時はタキシードパークとして知られていた。
ロリラード４世は最初小さなコテージを造り、友人や家族に借りたり売ったりしていた。このプロジェクトは非常に人気が高まり、タキシードクラブとタキシードパーク アソシエーションを組織し、一帯を高いフェンスで囲んでだ。1924年、タキシードセキュリティーコーポレーションは、タキシードパークアソシエーションの全株式を買収。
1920年代には、ジョン・インシュレー・ブレアを含む数人のタキシード・パークの住民の努力によって、新しい病院と高校が建設されました。
タキシードパークと呼ばれる地域はタキシードの町から分離され、1952年に設立され、政府の村の形態を採り入れました。現在は8.3km 2で、そのうち1.44km 2に3つの湖があり、340の建造物に約330の住宅がある。

## タキシード由来の地
1,735年にタバコビジネスで財をなしたピエール・ロリラードが鉱山があった土地保有権を取得し、狩猟プレイスであるタキシード・パークを開設したことが起源。
1,885年10月10日、グリスウォルド・ロリラードはタキシード・パークのタキシード・クラブという社交会の第一回目のパーティーを開催。当時の夜会は燕尾服が常識だったが、ロリラードの資産運用をしていたアメリカの金融専門家、ブラウン・ブラザーズ・カンパニーのジェームス・ブラウン・ポッターがスモーキング・ジャケットというタバコ用のジャケットを全員統一して着ようと提案。グリスウォルド・ロリラード含め全員真っ赤なスモーキングジャケットを着用したことから、地名に基づいてタキシードになったというタキシード由来の地。
元々はネイティブアメリカンのタックシットという意味から地名の名前が決まったと言われており、アルゴンキン族が狼のいる場所を意味する、３つの穴の足跡という言葉がタックシットだったといわれている。
ニューヨーク州ロックランド郡と国境に近いオレンジ郡に所在。ラマポ山地。